# حسین کریمان
حسین کریمان (۱۷ آبان ۱۲۹۲-۲۰ آذر ۱۳۷۲)، نویسنده، ادیب، لغت‌شناس، مورخ و جغرافیدان ایرانی بود.

## زندگی
حسین کریمان نویسنده، استاد دانشگاه و ادیب. در سال ۱۲۹۲ خورشیدی در حومهٔ تهران (رودبار قصران) به دنیا آمد. تحصیلات ابتدائی و متوسطه را در تهران به پایان برد. از سال ۱۳۱۵ تدریس خود را در مدارس تهران مانند حافظ، منوچهری، ایمان و اتحاد آغاز کرد. در سال ۱۳۲۴ موفق به دریافت لیسانس در رشته ربان و ادبیات فارسی از دانشسرای عالی شد. در همین سال به قم رفت و تحصیل و تدریس خود را در دبیرستان حکیم نظامی این شهر آغاز کرد. در طول اقامت در قم به فراگیری علوم اسلامی در حوزه علمیه قم پرداخت. در سال ۱۳۳۵ دوره دکتری خود در رشته زبان و ادبیات فارسی را به پایان رساند و از سال ۱۳۳۹ به تدریس در دانشگاه شهید بهشتی (ملی سابق) پرداخت و تا پایان عمر بدان مشغول بود. دکتر حسین کریمان در ۲۰ آذر ۱۳۷۲ در سن هشتاد سالگی به سبب سکتهٔ قلبی درگذشت و در شهر قم به خاک سپرده شد.

## آثار
دکتر کریمان از مؤلفان «دائرةالمعارف تشیع» بود. از آثار وی: «جغرافیای شهرستان قم»؛ «طبرسی و مجمع البیان»، در دو مجلد؛ «ری باستان»، در دو مجلد؛ «قصران»، در دو مجلد؛ «آثار بازمانده از ری»؛ «تهران در گذشته و حال»؛ «سیره و قیام زید بن علی»؛ «فرهنگ نویسی در ایران»؛ «جغرافیای دره رودبار» و «پژوهشی در شاهنامه» است. علاوه بر اینها بیش از هشتاد مقاله و رساله در موضوعات دینی و علمی و ادبی و تاریخی نوشته‌است.او برای نگارش کتاب سیره و قیام زید بن علی برگزیدهٔ چهارمین دورهٔ کتاب سال ایران شد.